# Hôtel d'Uston
L’hôtel d'Uston est un hôtel particulier situé à Montpellier, dans le département de l'Hérault.

## Histoire

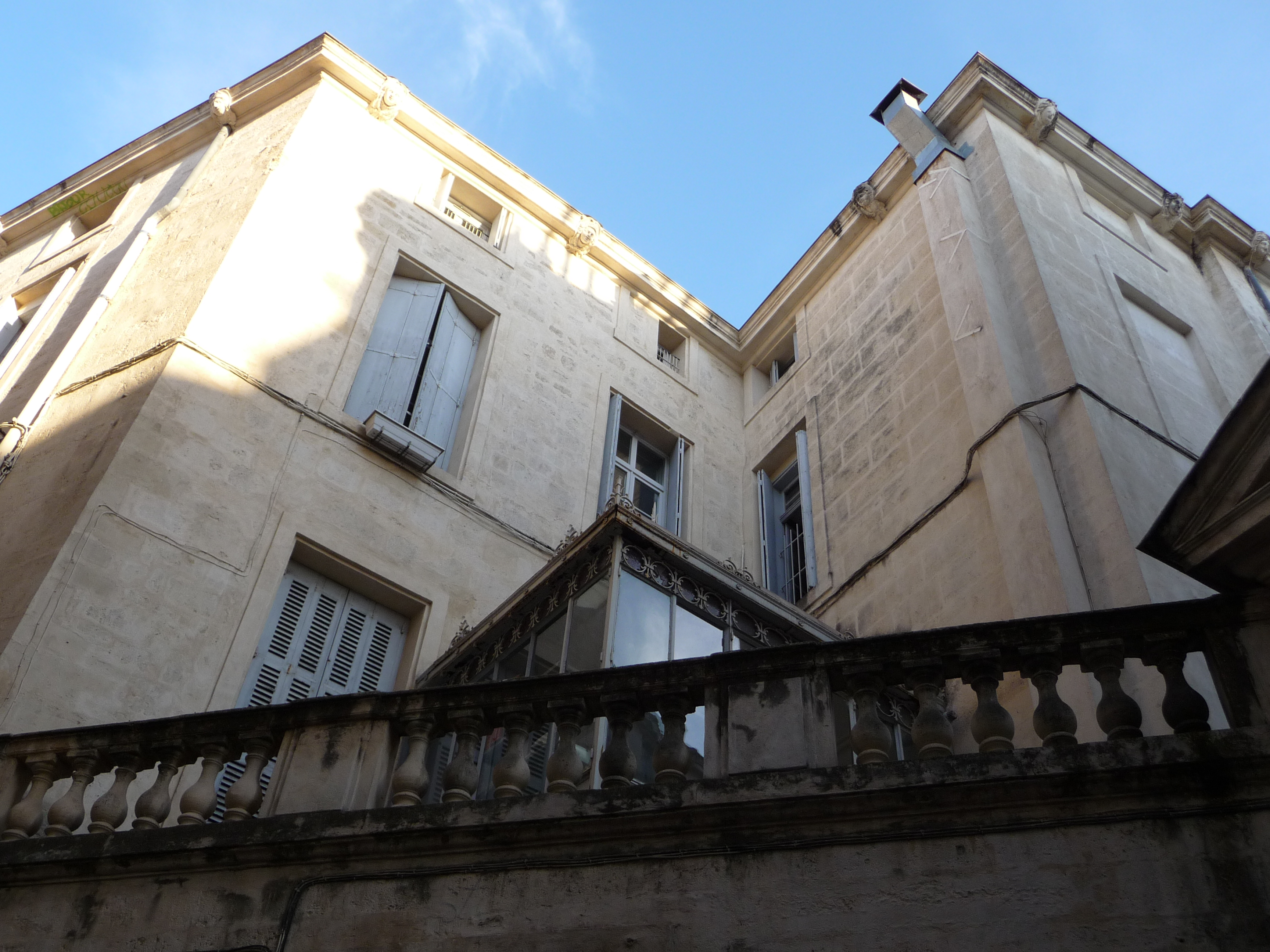
Vue de l'Hôtel d'Uston depuis la rue Fournarié

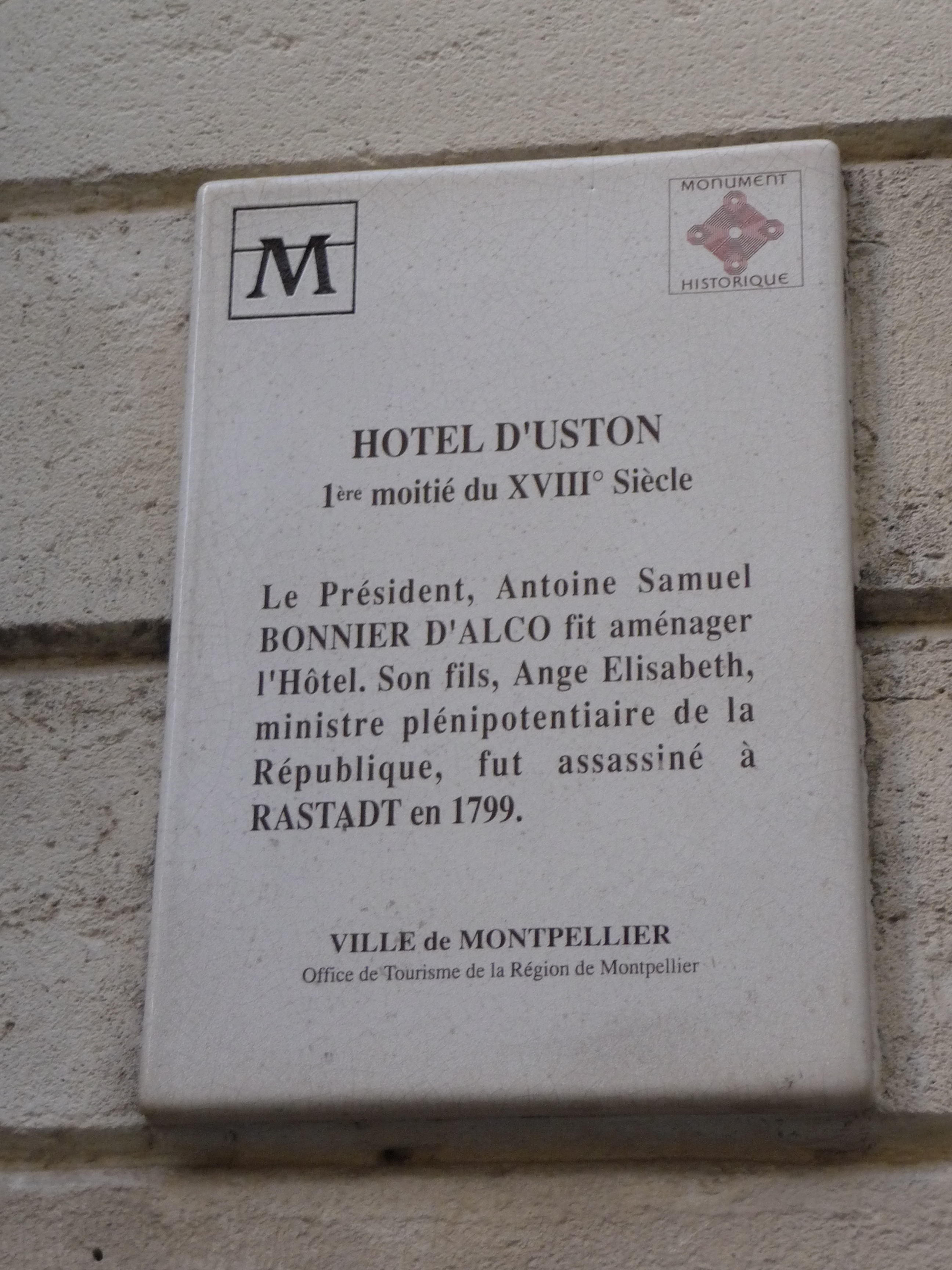
Hôtel d'Uston, Montpellier

Cet hôtel fut aménagé au XVIIIe siècle par le président de la cour des aides de Montpellier, Antoine Samuel Bonnier d'Alco (père d'Antoine Bonnier d'Alco). Il a ensuite appartenu à la famille d'Uston de Villeréglan.
Il fait l’objet d'une inscription au titre des monuments historiques depuis 1944.